# Zombie Land Saga
Zombie Land Saga (ゾンビランドサガ?, Zonbi Rando Saga) è una serie televisiva anime prodotta da Cygames, Avex Pictures e MAPPA, trasmessa in Giappone dal 4 ottobre al 20 dicembre 2018. Una seconda stagione intitolata Zombie Land Saga Revenge è stata trasmessa dall'8 aprile al 24 giugno 2021. È stato annunciato il progetto di un film anime, il quale è previsto per il 24 ottobre 2025.
Un adattamento manga di Megumu Soramachi, che segue vagamente gli eventi dell'anime, è stato serializzato sul sito Cycomi di Cygames dall'8 ottobre 2018 al 1º giugno 2021.  Un manga spin-off, Zombie Land Saga Sidestory: The First Zombie, è stato serializzato su Ultra Jump dal 19 maggio 2021 al 17 novembre 2022.

## Trama
Sakura Minamoto, una liceale aspirante idol, muore il suo primo giorno di scuola al secondo anno dopo essere stata investita da un camioncino. Si risveglia, dieci anni dopo, in una lugubre e derelitta villa nella prefettura di Saga, affetta da amnesia. Scopre con orrore di essere una zombie, e altre sei ragazze che condividono la sua sorte. Colui che l'ha risvegliata, Kōtarō Tatsumi, la informa che avrebbe fatto diventare lei e le sue "colleghe" delle idol per salvare Saga. Ha così inizio la "carriera" del gruppo Franchouchou e del Zombie Land Saga Project.

## Personaggi

### Franchouchou

Le Franchouchou. Da sinistra verso destra: Lily, Junko, Ai, Sakura, Saki, Yugiri e Tae

Le Franchouchou (フランシュシュ?, Furanshushu) sono un gruppo di idol fondato da Kotaro Tatsumi e composto da sette idol leggendarie di epoche diversi che egli ha riportato in vita come zombie con l'obiettivo di risollevare il settore idol di Saga, in declino. A causa della possibilità di essere perseguitati nel caso in cui le loro identità venissero scoperte, si esibiscono usando degli pseudonimi e nascondo il loro stato di zombie con il trucco.
Sakura Minamoto (源 さくら?, Minamoto Sakura)
Doppiata da: Kaede Hondo
Interpretata da: Sakiho Motonishi
Una liceale e aspirante idol morta nel 2008 dopo essere stata investita da un camioncino appena uscita di casa. È la prima zombie a riprendere coscienza dopo la sua risurrezione, ma non ricorda niente di quando era viva. Tuttavia, a volte, ricorda il suo passato mentre si esibisce, ed è per questo che si unisce alle Franchouchou e segue le idee folli di Kotaro. Il suo soprannome da idol è Numero 1 (1号?, Ichi-gō).
Saki Nikaido (二階堂 サキ?, Nikaidō Saki)
Doppiata da: Asami Tano
Interpretata da: Yuriya Suzuki
Una delinquente ex capo di una banda di motociclisti, nota come Dorami, che conquistò tutta Kyūshū durante gli anni 90. Dopo il suo risveglio si presenta scorbutica e arrogante, e non è disposta a diventare un'idol, volendo solo tornare a conquistare il Paese. Dopo un'improvvisata battaglia rap con Sakura, però, cambia idea unendosi stabilmente al gruppo, avendo stretto un legame con la protagonista. È la leader di Franchouchou, ma solo perché nessun'altra voleva quel ruolo. Kōtarō la presenta come "Leggendario capitano degli attacchi suicidi". Il suo soprannome da idol è Numero 2 (2号?, Ni-gō).
Ai Mizuno (水野 愛?, Mizuno Ai)
Doppiata da: Risa Taneda
Interpretata da: Rie Matsuoka
L'ex leader delle Iron Thrill, un gruppo di idol del 2008 che Sakura idolatrava quando era in vita, morta dopo essere stata colpita da un fulmine durante un concerto. Sakura l'ammirava al punto che, durante il primo live del gruppo, ha un rapido flashback su un'esibizione di Ai con le compagne di allora. Inizialmente scettica sulle possibilità delle Franchouchou di sfondare, alla fine viene persuasa a unirsi al gruppo. Un'altra ragione che l'ha spinta ad aderire è stato l'aver scoperto di essere diventata famosa ante-mortem, cioè per merito della sua morte tragica, cosa per la quale non vuole essere ricordata. Kōtarō la presenta come "Leggendaria idol del periodo Heisei" Il suo soprannome da idol è Numero 3 (3号?, San-gō).
Junko Konno (紺野 純子?, Konno Junko)
Doppiata da: Maki Kawase
Interpretata da: Yūna Kitahara
Un'idol del periodo Shōwa popolare durante gli anni 80, prima di morire in un incidente aereo. Anch'essa ritiene improbabile che un gruppo di zombie possa intraprendere la carriera di idol, come Ai, ma come quest'ultima entra a far parte del gruppo. Un altro motivo per cui avrebbe preferito fuggire è il suo provenire da un'era senza social media, per cui non sa come interagire con i fan. Riesce a superare questa paura quando Kotaro le dice di essere il proprio tipo di idolo. Kōtarō la presenta come "Leggendaria idol dell'era Shōwa". Il suo soprannome da idol è Numero 4 (4号?, Yon-gō).
Yugiri (ゆうぎり?)
Doppiata da: Rika Kinugawa
Interpretata da: Mioka Sakamoto
Una cortigiana che visse tra il periodo Bakumatsu e la Restaurazione Meiji nel XIX secolo. Kōtarō la presenta come "Leggendaria cortigiana". Il suo soprannome da idol è Numero 5 (5号?, Go-gō).
Lily Hoshikawa (星川 リリィ?, Hoshikawa Ririi)
Doppiata da: Minami Tanaka
Interpretata da: Riri Takanashi
Un'attrice bambina apparentemente felice e un vero prodigio, il membro più giovane del gruppo. Un'idea di quanto fosse brava viene suggerita dal fatto che partecipò a sceneggiati storici per poi essere presente nei maggiori programmi di prima serata su tutti i canali. Spesso si informa sulla homepage delle Franchouchou. Il suo vecchio nome era Masao, ma lei "gli ha detto addio". Kōtarō la presenta come "Leggendaria grande attrice bambina". Il suo soprannome da idol è Numero 6 (6号?, Roku-gō).
Tae Yamada (山田 たえ?, Yamada Tae)
Doppiata da: Kotono Mitsuishi
Interpretata da: Asami Morita
L'unica ragazza "leggendaria" senza altri titoli o un background, oltre che l'unica zombie che deve ancora recuperare il raziocinio umano. Proprio per questo ha l'abitudine di mordere chiunque. È lei, anche se per caso, a nominare ufficialmente il gruppo Franchouchou, in riferimento al suo starnuto. Il suo soprannome da idol è Numero 0 (0号?, Zero-gō).

### Personaggi secondari
Kotaro Tatsumi (巽 幸太郎?, Tatsumi Kōtarō)
Doppiato da: Mamoru Miyano
Un produttore fuori di testa che resuscita Sakura e le altre ragazze come zombie per rivitalizzare la Prefettura di Saga formando il gruppo di idol Franchouchou, provvisoriamente chiamato da lui stesso Death Musume e Green Face. È un abile truccatore, con un'esperienza risalente a quando era a Hollywood, capace di far apparire le zombie come se fossero ancora vive durante le loro apparizioni in pubblico. Si porta sempre dietro anche una scorta di tentacoli di seppia essiccati per placare le zombie se si agitano.
Ha un comportamento molto bizzarro e spesso un po' prepotente, pretendendo che le ragazze facciano le idol senza fare prove e senza rilasciare alcuna spiegazione sul modo in cui le ha resuscitate.
Romero (ロメロ?)
Doppiato da: Yasuhiro Takato
Il barboncino non morto di Kotaro. Quando mangia la seppia essiccata appare più grosso e terrificante di quello che è.
Agente di polizia A (警察官A?, Keisatsukan A)
Doppiato da: Hiroyuki Yoshino
Un agente di polizia senza nome che incontra ripetutamente Sakura e le altre ragazze non-morte.

### Personaggi legati alle Franchouchou
Zii Death (デスおじ?, Desu Oji)
Doppiati da: Mitsuaki Kanuka e Setsuji Satō
Due metallari che sono i primi fan delle Franchouchou. Il primo è magro e alto, mentre il secondo è grasso e basso. Sono presenti tra il pubblico in tutti i concerti delle ragazze. Il loro nome non viene mai rivelato nella serie.
Takeo Go (豪 剛雄?, Gō Takeo)
Doppiato da: Tsuyoshi Koyama
Ex manager e padre vedovo di Lily. È un uomo grande e grosso, il cui volto viene spesso scambiato per quello di uno yakuza. La cicatrice sull'occhio sinistro è dovuta al fatto che si è grattato il viso in preda alla disperazione per la morte della figlia.
Sachiko Go (郷さちか?, Gō Sachika)
La defunta padre di Lily e la moglie ed ex compagna di classe di Takeo Go. È una giovane studentessa che apprezza molto i fiori. È la prima a vedere che Takeo è una persona forte all'esterno ma gentile all'interno e che si prende cura degli altri. Non ha paura di Takeo, perché non teme chi si prende cura dei fiori. Si prende una cotta per lui e accetta subito la sua futura proposta di matrimonio quando erano al liceo. È morta quando Lily era piccola.
Reiko Amabuki (天吹 麗子?, Amabuki Reiko)
Doppiata da: Komina Matsushita
Primo capitano delle banda di motocicliste Dorami (怒羅美?), ritiratasi per dare alla luce Maria e condurre una vita normale. Conserva una foto con Saki insieme al suo vecchio Tamagotchi e alla sua moto.
Maria Amabuki (天吹 万梨阿?, Amabuki Maria)
Doppiata da: Aoi Koga
Figlia di Reiko Amabuki, verso la quale un tempo si ribellava, poiché riteneva che quest'ultima non fosse altro che una pappamolla senza spina dorsale per aver abbandonato la banda a favore di una vita da casalinga. È la leader dell'attuale Dorami Dance Team (ダンスチーム怒羅美?, Dansu Chīmu Dorami) e lavora part-time in un negozio di alimentari.
Arata Okoba (大古場 新太?, Ōkoba Arata)
Doppiato da: Tōru Nara
Un capo reporter che lavora al fianco del suo fotografo Inubashiri (犬走?). Entrambi iniziando a indagare sulle Franchouchou dopo ave riconosciuto Junko nella pubblicità del Drive-In Tori.
Xu Fu (徐福?, Jofuku)
Doppiato da: Hōchū Ōtsuka
Il barista del Bar New Jofuku che conosce personalmente Kotaro, Yugiri e il progetto Zombie Land Saga. In Revenge viene rivelato che la sua immortalità è legata allo status di Saga. Il suo nome e quello del bar fanno riferimento allo studioso di medicina cinese Xu Fu, chiamato "Jofuku" in giapponese, a cui Qin Shi Huang aveva ordinato di trovare l'elisir di lunga vita.
Maimai Yuzuriha (楪 舞々?, Yuzuriha Maimai)
Doppiata da: Kana Hanazawa
Una liceale e appassionata fan delle Franchouchou che scopre l'identità delle zombie dopo che Kotaro ha tentato di reclutarla, pensando erroneamente che l'avesse uccisa. Si unisce temporaneamente al gruppo come Numero 7 (}7号?, Nana-gō) in Revenge.
Kiichi Momozaki (百崎 喜一?, Momozaki Kiichi)
Doppiato da: Mamoru Miyano
Un giovane idealista ma ingenuo che ha vissuto nello stesso periodo di Yugiri e che alla fine si è innamorato di lei, che desiderava iniziare una rivoluzione per ripristinare Saga come prefettura. Quando la maggior parte dei suoi compagni fu uccisa da Itou, fu salvato da Yugiri e messo sotto la protezione di alcuni suoi contatti. Grazie a ciò, fu in grado di avvisare la restaurazione e alla fine ci riuscì. Lui e suo nonno sono gli antenati di Kotaro.
Shojiro Itou (伊東 正次郎?, Itō Shōjirō)
Doppiato da: Koki Uchiyama
Il miglior amico di Kiichi che lavora segretamente come spia del governo per tenere d'occhio i ribelli. A differenza di Kiichi, Itou è più cinico e di solito disapprova i piani rivoluzionari dell'amico. Dopo aver ucciso la maggior parte dei ribelli, ha tradito Kiichi e ha cercato di ucciderlo prima di essere fermato da Yugiri. Viene poi ucciso da quest'ultima dopo aver tentato di inseguirli. In punto di morte, rivela che in realtà ha sempre voluto la Saga descritta da Kiichi.

## Anime
Annunciato il 5 luglio 2018 da Cygames in occasione dell'Anime Expo, il progetto televisivo anime originale di dodici episodi, realizzato da MAPPA e diretto da Munehisa Sakai, è andato in onda dal 4 ottobre al 20 dicembre 2018 su AT-X, Tokyo MX, SUN, BS11, Saga TV e TVQ. La composizione della serie è stata affidata a Shigeru Murakoshi, mentre la colonna sonora è stata composta da Yasuharu Takanashi e prodotta da Avex Pictures. Kasumi Fukagawa ha curato il character design, Kazuo Ogura la direzione artistica, Takashi Yanagida la fotografia, Azusa Sasaki il color design e Masahiro Goto il montaggio. Le sigle di apertura e chiusura sono rispettivamente Adabana Necromancy (徒花ネクロマンシー?, Adabana Nekuromanshī, lett. "Necromanzia infruttuosa") e Hikari e (光へ? lett. "Alla luce"), entrambe interpretate dalle Franchouchou, ovvero le doppiatrici delle protagoniste: Kaede Hondo, Asami Tano, Risa Taneda, Maki Kawase, Rika Kinugawa e Minami Tanaka. In tutto il mondo, ad eccezione dell'Asia, gli episodi sono stati trasmessi in streaming in simulcast, anche coi sottotitoli in lingua italiana, da Crunchyroll.
Il 27 luglio 2019 è stata annunciata una seconda stagione, intitolata Zombie Land Saga Revenge. Il 27 febbraio 2021 è stato rivelato che MAPPA avrebbe animato la nuova stagione, andata in onda dall'8 aprile al 24 giugno 2021 su AT-X e altri canali. Tatsuro Onishi e Momoko Mifune sostituiscono Kazuo Ogura e Takashi Yanagida rispettivamente come direttore artistico e direttore della fotografia. Il resto del cast e dello staff è tornato a riprendere i propri ruoli. Le sigle di apertura e chiusura sono rispettivamente Taiga yo tomo ni naite kure (大河よ共に泣いてくれ? lett. "O Saga, piangi con me") e Yume o te ni, modoreru basho mo nai hibi o (夢を手に、戻れる場所もない日々を? lett. "Trascorrere i giorni con un sogno e senza un posto dove tornare a casa"), entrambe cantata dalle Franchouchou. I diritti di distribuzione al di fuori dell'Asia sono stati acquistati nuovamente da Crunchyroll, che ha pubblicato la serie in simulcast in versione sottotitolata anche in italiano.
Il 17 ottobre 2021 è stato annunciato un film animato. Quest'ultimo, intitolato  Zombie Land Saga: Yumeginga Paradise (劇場版『ゾンビランドサガ ゆめぎんがパラダイス』?, Gekijō-ban "Zonbi Rando Saga: Yumeginga Paradaisu"), è previsto per il 24 ottobre 2025.

### Episodi

#### Prima stagione
| Nº | Titolo italiano Giapponese 「Kanji」 - Rōmaji | In onda          | In onda |
| Nº | Titolo italiano Giapponese 「Kanji」 - Rōmaji | Giapponese       |         |
| 1  | Good Morning Saga 「グッドモーニング SAGA」 - Guddo Mōningu Saga | 4 ottobre 2018   |         |
| 1  | Sakura Minamoto, una liceale che aspira a diventare una idol, viene improvvisamente investita da un camion. Si risveglia con un'amnesia in una villa piena di zombie nella prefettura di Saga e scopre di essere diventate lei stessa una zombie quando viene attaccata a colpi di pistola da un agente di polizia spaventato dopo aver cercato di fuggire dalla villa. Un uomo di nome Kotaro Tatsumi spiega di aver resuscitato Sakura, morta da dieci anni, insieme a molte altre ragazze di varie epoche per formare un gruppo di idol e rivitalizzare Saga. Avendo bisogno di stimoli per risvegliare le altre ragazze dal loro stato di morte cerebrale, Kotaro porta le zombie a esibirsi in un concerto death metal alla Saga Live House Geils. Nonostante i dubbi di Sakura, le altre zombie reagiscono istintivamente alla musica e riescono a portare termine l'esibizione solo grazie alle urla e all'headbanging, durante il quale Sakura rievoca alcuni dei suoi ricordi di quando era viva. Sebbene l'esibizione finisca in un disastro, quasi tutte le altre zombie riprendono coscienza il giorno dopo. |                  |         |
| 2  | I ♥ Hip-Hop Saga 「I♡HIPHOP SAGA」 | 11 ottobre 2018  |         |
| 2  | Scontente della loro situazione, le esperte idol Ai Mizuno e Junko Konno tentano di lasciare la villa, spingendo Sakura, preoccupata per loro, a seguirle. Le zombie cercano di sfuggire a un trio di rapper che ci provano con loro, ma incontrano lo stesso poliziotto della volta precedente e tornano alla villa dopo essere attaccate a colpi di pistola. Il giorno successivo, le zombie organizzano uno spettacolo al castello di Saga, durante il quale rischiano di far saltare la loro copertura come umani normali quando Tae Yamada - l'unica zombie che non ha ancora ripreso coscienza - viene accidentalmente decapitata sul palco. Sakura litiga con la sua ribelle compagna di band Saki Nikaido per la testa di Tae, che degenera in una battaglia rap e convince il pubblico che il fiasco fa parte del loro spettacolo. Impressionata dal "coraggio" di Sakura, Saki decide di prendere più seriamente la sua nuova carriera di idol. |                  |         |
| 3  | Dead or Live Saga 「DEAD OR LIVE SAGA」 | 18 ottobre 2018  |         |
| 3  | Mentre Kotaro prepara i piani per un flash mob dal vivo davanti alla stazione di Karatsu, le zombie cercano di scegliere un nome per il loro gruppo; alla fine optano per il nome "Franchouchou" a seguito del suono dello starnuto di Tae, con Saki che si nomina leader del gruppo. Mentre le altre si motivano a praticare la loro routine durante la notte, Ai e Junko rimangono scettiche, inducendo le altre a iniziare l'esibizione senza di loro. L'esibizione inizia a peggiorare dopo che Sakura dimentica il testo della canzone, ma Ai e Junko intervengono per salvare lo spettacolo, riuscendo ad attirare un'unica ragazza come fan. Dopo che Sakura ha ringraziato Ai e Junko per il loro aiuto, Ai pensa di ricominciare la sua carriera di idol nelle Franchouchou. |                  |         |
| 4  | Warming Dead Saga 「ウォーミング・デッド SAGA」 - Wōmingu Deddo Saga | 25 ottobre 2018  |         |
| 4  | Con i loro fondi in esaurimento, Kotaro manda le zombie a esibirsi in una stazione termale di Ureshino per ottenere un contratto di sponsorizzazione con una società farmaceutica. Dopo aver fatto un giro turistico e aver discusso dei loro obiettivi come idol, le zombie scoprono che i cerotti per la pelle che stanno promuovendo sono efficaci per sciogliere i muscoli irrigiditi, e decidono di usarli durante la loro performance ottenendo buoni risultati. Alla sera, Sakura, Saki e Junko si intrufolano nelle sorgenti termali contro le istruzioni di Kotaro, ma vengono viste dalla presidentessa dell'azienda farmaceutica, che rimane terrorizzata e fa perdere alle Franchouchou l'accordo di sponsorizzazione a causa dello shock. |                  |         |
| 5  | Dentro il cuore le Nice Bird Saga 「君の心にナイスバード SAGA」 - Kimi no kokoro ni Naisu Bādo Saga | 1º novembre 2018 |         |
| 5  | Per aumentare la loro visibilità, le Franchouchou si esibiscono in uno spot pubblicitario per il ristorante di pollo fritto Drive-In Tori di Imari, che viene montato con un filmato di Tae che tenta di divorare la mascotte dell'azienda. In seguito, le zombie partecipano alle Kashima Gatalympics indossando le magliette promozionali delle Franchouchou come trovata pubblicitaria. Tuttavia, sono costrette a rimanere coperte di fango quando, dopo il primo turno, lavano accidentalmente il trucco che le fa sembrare umane, e perciò la fanghiglia oscura le loro magliette. Cercano di vincere il turno successivo per farsi pubblicità sul podio della vittoria, ma solo Tae riesce a ottenere il primo premio. Sakura si ricorda improvvisamente di averle dato una maglietta di ricambio e le dice di togliersi i vestiti infangati, ma si scopre che la maglietta pulita pubblicizza il Tori-In Tori. Nel frattempo, Arata Okoba, un giornalista, riconosce Junko dopo aver visto la pubblicità del Drive-In Tori e decide di indagare su di lei.                                                       |                  |         |
| 6  | Perché sono sentimentale Saga 「だってセンチメンタル SAGA」 - Datte Senchimentaru Saga | 8 novembre 2018  |         |
| 6  | Mentre le Franchouchou organizzano una sessione di foto con un piccolo gruppo di fan, Ai e Junko si scontrano tra loro per le diverse opinioni su come le idol dovrebbero interagire con i loro fan. Sakura racconta a Junko di quanto abbia cercato di diventare una idol quando era viva, per poi morire in un incidente aereo prima del suo primo tour a Kyushu; trovando che la sua mentalità antiquata sulle idol sta ostacolando le sue compagne di band, Junko pensa di lasciare le Franchouchou. Nel frattempo, Saki viene a sapere da Ai che la sua morte per un fulmine durante un concerto all'aperto allo stadio Tosu le ha lasciato la paura dei fulmini e la determinazione a non farsi oscurare dalla sua stessa morte. Il giorno dopo, Kotaro annuncia che le Franchouchou parteciperanno al Saga Rock Fesival, dove Ai e Junko si dovranno esibire in un duetto, e il gruppo si sente a disagio. |                  |         |
| 7  | Ma sono anche Zombiementale Saga 「けれどゾンビメンタル SAGA」 - Keredo Zonbimentaru Saga | 15 novembre 2018 |         |
| 7  | Junko si rifiuta di esercitarsi per l'esibizione delle Franchouchou al Saga Rock Festival e si chiude in una stanza, costringendo Ai a coprire la sua parte del loro duetto. Il giorno prima dello spettacolo, Kotaro assicura a Junko che non ha bisogno di seguire gli standard moderni dell'industria delle idol, convincendola a rientrare nel gruppo. Durante la loro esibizione si scatena un temporale, Ai si blocca sul palco e fatica a cantare a causa della sua paura per i fulmini, ma si riprende quando Junko le dà il suo sostegno. Nel bel mezzo della loro canzone, le zombie vengono colpite da un fulmine che illumina i loro corpi e filtra elettricamente le loro voci. Il pubblico e i media sono impressionati da questi effetti e le Franchouchou vengono segnalate come il gruppo idol emergente del Saga Rock Festival. |                  |         |
| 8  | Go Go Neverland Saga 「GOGO ネバーランド SAGA」 - GOGO Nebārando saga | 22 novembre 2018 |         |
| 8  | Mentre le Franchouchou si godono una serie di nuovi concerti ed eventi, un uomo di grandi dimensioni di nome Takeo Go si presenta a uno dei loro eventi dopo aver riconosciuto l'attrice bambina Lily Hoshikawa. Lily rivela che l'uomo è suo padre ed ex manager, che in passato aveva un nome maschile di nome Masao Go, e che è morta per lo shock della crescita di un pelo sul viso durante la sua stressante carriera televisiva. Rendendosi conto di quanto Takeo tenesse a Lily, le Franchouchou invitano Takeo a un concerto speciale in cui Lily si esibisce in una canzone per dargli il giusto addio. |                  |         |
| 9  | La mia vita è già giunta al suo termine ma, se per uno scherzo della sorte, il mio destino era tornare in vita per cantare e ballare allora, serbando nel mio cuore ciò che provo per le mie amiche, andrò avanti fino in fondo, questa è la mia Saga! 「一度は尽きたこの命 なんの因果か蘇り 歌い踊るが宿命なら 親友への想いを胸に秘め 貫くまでよ己の SAGA」 - Ichido wa tsukita kono inochi nan no inga ka yomigaeri utai odoru ga sadame nara tomo e no omoi o mune ni hime tsuranuku made yo onore no Saga | 29 novembre 2018 |         |
| 9  | Saki interrompe un alterco pubblico tra le Franchouchou e i resti della sua ex banda di motocicliste, Dorami, la cui attuale leader, Maria Amabuki, viene sfidata dalla banda rivale Korosuke a una gara verso una scogliera sul monte Kagami. Maria accetta la sfida in barba a sua madre, l'amica di Saki ed ex boss della Dorami, Reiko Kirishima, che si è ritirata dalla banda per avere una normale vita di coppia dopo la morte di Saki durante una gara identica avvenuta nel 1997. Venuta a conoscenza della sfida, Saki prende il posto di Maria usando la moto di Reiko, che distrugge in un'esplosione dopo essersi gettata una seconda volta nel dirupo. Dopo che Saki torna illesa, Reiko la picchia e la rimprovera per la sua imprudenza, riconquistando il rispetto di Maria. Saki e il resto delle Franchouchou festeggiano la riconciliazione di Reiko e Maria esibendosi in un concerto di idol per entrambe le bande. |                  |         |
| 10 | No Zombie No Idol Saga 「NO ZOMBIE NO IDOL SAGA」 | 6 dicembre 2018  |         |
| 10 | Le Franchouchou hanno in programma un concerto al locale Arpino, che Sakura ritiene possa essere un indizio per riacquistare i suoi ricordi. Quando le zombie vengono mandate in montagna come parte del loro addestramento, Sakura si infastidisce del fatto che tutte siano più concentrare sulla sopravvivenza in mezzo alla natura che sulle prove per lo spettacolo. Quando le cose iniziano a diventare più imbarazzanti tra Sakura e le altre, osserva il lavoro di squadra delle compagne e si rende conto di aver agito in modo egoistico. Una settimana prima del concerto, Sakura viene nuovamente investita da un camion, facendo tornare i suoi ricordi a quando era ancora viva. |                  |         |
| 11 | Al mondo c'è solo una Saga 「世界にひとつだけの SAGA」 - Sekai ni hitotsu dake no Saga | 13 dicembre 2018 |         |
| 11 | Dopo aver perso i suoi ricordi di zombie e aver riacquistato quelli vecchi, Sakura è rimasta con la convinzione pessimistica di non poter farcela come idol. Dopo che le altre non riescono a farla ragionare, Sakura lascia la casa, ricordando come ogni tentativo di fare qualcosa nella vita abbia portato a qualcosa di sbagliato, compresa la sua morte. Nonostante la negatività di Sakura, Kotaro è determinato a non rinunciare a lei. |                  |         |
| 12 | Good Morning Again Saga 「グッドモーニング アゲイン SAGA」 - Guddo Mōningu Agein Saga | 20 dicembre 2018 |         |
| 12 | Con l'avvicinarsi dell'inizio dello spettacolo, Tae si sente particolarmente frustrata e cerca di rimproverare Sakura per la sua passività. Tae non riesce a trasmettere adeguatamente il suo messaggio, ma le sue azioni smuovono Yugiri e Ai dal loro trattamento passivo nei confronti di Sakura e insieme riescono a convincerla a partecipare alle prove del gruppo, indipendentemente dalle loro possibilità di successo. Il giorno del concerto, una forte nevicata fa crollare il locale e distrugge il palco, ma le zombie continuano la loro esibizione nonostante ciò, incoraggiando Sakura a fare lo stesso. Insieme, riescono a dare vita a un'esibizione di successo, durante la quale Sakura riacquista tutti i suoi ricordi. In seguito, Okoba nota che esiste un legame tra Ai, Junko e Lily e le persone che erano in vita. |                  |         |

#### Seconda stagione
| Nº | Titolo italiano Giapponese 「Kanji」 - Rōmaji | In onda        | In onda |
| Nº | Titolo italiano Giapponese 「Kanji」 - Rōmaji | Giapponese     |         |
| 1  | Good Morning Returns SAGA 「グッドモーニングリターンズ SAGA」 - Guddo Mōningu Ritānzu SAGA | 8 aprile 2021  |         |
| 1  | Un mese dopo lo spettacolo delle Franchouchou all'Arpino, il successo del gruppo crolla quando la loro esibizione allo Stadio Ekimae Fudōsan si rivela un megaflop, lasciando il gruppo con 20 milioni di yen di debiti. Le ragazze trascorrono i mesi successivi svolgendo vari lavori in tutta Saga per coprire le spese, mentre Kotaro abbandona i suoi sforzi per salvare Saga e cade nello sconforto, nonostante i ripetuti tentativi delle ragazze di motivarlo. Ritenendo che il loro successo dipenda da Kotaro, le Franchouchou prenotano un'altra esibizione al Saga Live House Geils, dove intendono presentare come bis una nuova canzone che Kotaro aveva preparato per il loro precedente spettacolo. Tuttavia, Sakura non riesce a convincerlo a partecipare, costringendole a continuare lo spettacolo senza di lui. Kotaro parla poi con il barista del Bar New Jofuku, che gli ricorda le sue ragioni per sostenere le ragazze. Sebbene Kotaro arrivi al Geils in tempo per chiedere il bis, la canzone riceve una risposta tiepida dal pubblico e scoppia anche una rissa, con il conseguente fallimento dello spettacolo. La mattina dopo, Kotaro, ora completamente rivitalizzato, saluta le ragazze per aiutarle a rilanciare la loro carriera. |                |         |
| 2  | La radio pericolante SAGA 「ぶっ壊れかけのレディオ SAGA」 - Bukkoware kake no Redio SAGA | 15 aprile 2021 |         |
| 2  | Le Franchouchou fanno un'apparizione televisiva in diretta per promuovere il Santuario Yūtoku Inari insieme a White Ryu, un anziano conduttore di un talk show radiofonico che Saki ammira. Dopo le riprese, Ryu dice a Saki che intende andare presto in pensione, cosa che lei interpreta come la fine del suo programma. Confidando a Sakura che Ryu l'ha aiutata a trovare una direzione nella sua vita che l'ha portata a stringere amicizia con Reiko, Saki si presenta al suo programma come ospite autoimposto e lo prega di continuare a ispirare i cittadini di Saga. Tuttavia, spiega che ha già deciso di nominare le Franchouchou come nuove conduttrici del programma. Saki accetta con entusiasmo e confessa il suo amore per Ryu, ma lui non ricambia i suoi sentimenti a causa della loro differenza di età. Saki piange poi insieme a Sakura, rendendosi conto della propria incapacità di avere una relazione con qualcuno a causa del fatto di essere una zombie e di conseguenza non potrà mai invecchiare. |                |         |
| 3  | Amore e gioventù, un'acustica SAGA 「愛と青春のアコースティック SAGA」 - Ai to seishun no Akōsutikku SAGA | 22 aprile 2021 |         |
| 3  | Kotaro organizza l'esibizione delle Franchouchou all'inaugurazione della nuova Saga Arena come atto di apertura delle Iron Frill, il gruppo idol originario di Ai; con grande disappunto di quest'ultima, la trattiene dallo spettacolo per ridurre il rischio che venga riconosciuta come il loro ex membro. Ai affida a Junko la gestione del gruppo, mentre lei si concentra su una serie di esibizioni da solista per contribuire a coprire il loro debito. Tuttavia, Junko nutre l'insicurezza di ripetere il loro precedente fallimento e fatica a consigliare le altre ragazze mentre escogitano modi per impressionare il pubblico. Dopo aver scoperto i sentimenti di Junko attraverso una canzone per chitarra che lei suona sul tetto, Sakura suggerisce di consultare Ai sulle loro idee. Quando le due si recano da lei, la trovano a parlare con l'attuale cantante delle Iron Frill, Shiori, che invita Ai a unirsi alle Iron Frill e ad abbandonare le Franchouchou, facendo perdere ulteriormente a Junko la fiducia in se stessa. |                |         |
| 4  | Pura ed elettrica SAGA 「純情エレクトリック SAGA」 - Junjō Erekutorikku SAGA | 29 aprile 2021 |         |
| 4  | Sakura e Junko si accordano per nascondere alle altre ragazze la conversazione di Ai con Shiori, ma Junko si distrae a causa del timore che Ai possa accettare l'offerta di Shiori. Notando ciò, Kotaro incoraggia Junko prestandole la sua chitarra elettrica e dicendole di usarla per "distruggere" le sue insicurezze. Il giorno dell'esibizione, Junko guida le Franchouchou in un numero heavy metal di successo che si conclude con la rottura della chitarra di Kotaro; impressionata dalla ritrovata determinazione di Junko, Ai si riunisce alle Franchouchou sul palco e fa il bis con loro, utilizzando effetti vocali e visivi elettrificati dalla chitarra rotta. Shiori tenta di reclutare nuovamente Ai, ma Junko e le altre ragazze affermano che Ai è un membro delle Franchouchou e non la cederanno mai ad altri. Durante un'intervista dal vivo successiva al tour, Shiori riconosce pubblicamente il talento delle Franchouchou e le dichiara rivali delle Iron Frill. |                |         |
| 5  | Little Bebop Bebap SAGA 「リトルパラッポ SAGA」 - Ritoru Parappo SAGA | 6 maggio 2021  |         |
| 5  | Lily decide di segnare il debutto televisivo nazionale delle Franchouchou partecipando al reality show Japanese Got Perfomance. Uno degli altri concorrenti alle eliminatori è Light Oozora, un collega attore bambino che crede con accondiscendenza di potersi assicurare una facile vittoria e disprezza l'ossessione di Lily di mantenere la sua immagine carina e infantile. Sia Lily che Light passano alla finale, dove Light esegue la stessa canzone che Lily voleva cantare. Ispirata dalla sua esperienza nelle Franchouchou, Lily rielabora il suo brano in una interpretazione scat che affascina Light e i membri più giovani del pubblico. Sebbene Light venga dichiarato vincitore, si sente superato dalle capacità di improvvisazione di Lily all'ultimo minuto, ma Lily lo incoraggia a essere orgoglioso dei suoi risultati e si separa da lui in modo amichevole. Dopo lo spettacolo, la performance di Lily diventa un fenomeno culturale. |                |         |
| 6  | Walking Bet SAGA 「ウォーキング・ベット SAGA」 - Wōkingu Betto SAGA | 13 maggio 2021 |         |
| 6  | Tae viene mandata a fare delle commissioni mentre il resto delle Franchouchou continua a lavorare per ripagare il debito; viene seguita segretamente per tutto il giorno da Okoba, che la ritiene il membro più sospetto del gruppo a causa dei suoi modi bizzarri. Maria, che lavora al supermercato dove arriva Tae, invita quest'ultima a vedere Dorami esibirsi in una gara di ballo. Tae si iscrive alla gara nel tentativo di divorare la mascotte del Drive-In Tori, il campione in carica, e lo sconfigge in una gara di ballo, vincendo 30.000 yen. Quando Tae tenta di dare a Maria la vincita, nonostante le proteste di quest'ultima, il poliziotto le aiuta a risolvere la disputa permettendo a Tae di scommettere il denaro a una gara di barche. Tae scommette involontariamente su Misa Azumatsuru, rivale di Maria ed ex capitano delle Korosuke, succhiando un pennarello e starnutendo inchiostro sul suo biglietto di scommessa; Misa vince quindi la gara, facendo guadagnare a Tae 20 milioni di yen a causa delle scarse probabilità di successo di Misa. Tae torna a casa per mostrare il denaro alle Franchouchou, che si rendono conto che il loro debito è ora completamente saldato: nel frattempo, Sakura decapita accidentalmente Tae davanti a Okoba, svelandogli il loro segreto.                                                                            |                |         |
| 7  | Mai Mai Revolution SAGA 「マイマイレボリューション SAGA」 - Mai Mai Reboryūshon SAGA | 20 maggio 2021 |         |
| 7  | Maimai Yuzuriha, una fan delle Franchouchou, muore apparentemente quando entra erroneamente nel bagno degli uomini del bagno pubblico locale e scivola su una saponetta lasciata cadere da Kotaro. Risvegliatasi dopo che Kotaro l'ha portata alla villa per farla resuscitare, si scopre che era semplicemente svenuta e lei apprende che le ragazze sono zombie. Noncurante di tale scoperta e decisa a emulare il successo delle sue idol preferite, Maimai convince Kotaro a lasciarla entrare nelle Franchouchou per aiutarle a mantenere il loro sgreto. Il gruppo accetta Maimai nonostante la sua inesperienza e accetta la sua proposta di esibirsi al festival culturale della sua scuola, dove intendono svelarla come ottavo membro. Durante i preparativi, Maimai viene a conoscenza della vita di Sakura quando era ancora viva e si rende conto che tutte le Franchouchou vedono il gruppo come una seconda possibilità di vita a causa della loro morte prematura. Concludendo che non fa parte del gruppo, Maimai annuncia il suo abbandono dopo la sua prima esibizione insieme, in modo da poter vivere appieno la sua vita. Nel frattempo, Okoba ha determinato l'identità di tutti i membri delle Franchouchou, tranne Yugiri. |                |         |
| 8  | Incidente a Saga, prima parte 「佐賀事変 其ノ壱」 - Saga jihen sono ichi | 27 maggio 2021 |         |
| 8  | Nel Giappone dell'era Meiji, Yugiri, una oiran di Yoshiwara, si fa comprare la libertà da un ricco mecenate dopo che la sua popolarità fa salire il suo prezzo a tal punto che nessuno può permettersela. Si trasferisce da lui nell'antica sede della prefettura di Saga, che è stata assorbita da Nagasaki in seguito alla ribellione di Saga del 1874. Il suo protettore muore poco dopo, lasciandola sola in un luogo sconosciuto. Un giorno si imbatte in Kiichi Momozaki, un giovane del posto determinato a ripristinare lo status di prefettura indipendente di Saga. Kiichi si invaghisce di Yugiri e in seguito le fa visita per offrirle un regalo, che Yugiri accetta. Mentre si reca da Kiichi per ripagarlo, Yugiri viene a sapere che Kiichi sta lavorando per salvare Saga per gratitudine nei confronti del vecchio che lo ha accolto dopo la morte del padre durante la rivolta, e si sente ispirata ad aiutarlo. L'amico di Kiichi, Itou, viene a conoscenza della loro collaborazione e li sconsiglia di continuare i loro sforzi, ritenendo inevitabile un'altra guerra. In seguito, la campagna di Kiichi attira l'attenzione di un gruppo di ex samurai. |                |         |
| 9  | Incidente a Saga, seconda parte 「佐賀事変 其ノ弐」 - Saga jihen sono ni | 3 giugno 2021  |         |
| 9  | Gli ex-samurai reclutati iniziano a pianificare un attacco a Nagasaki contro il volere di Kiichi, il quale è angosciato quando gli rivela le proprie intenzioni. Venuto a conoscenza dell'imminente insurrezione da un informatore, Itou chiede a Yugiri di lasciare Saga con Kiichi per la loro sicurezza; avendo anticipato ciò, Yugiri invia lettere a potenti conoscenze del governo Meiji pregandoli di garantire protezione a Kiichi. Quella sera, Itou uccide gli insorti prima che possano portare a termine il loro attacco, ma viene visto da Kiichi e, a malincuore, tenta di farlo tacere, rivelando di essere un assassino del governo. Yugiri difende Kiichi e lo aiuta a sfuggire alla polizia, incoraggiando la sua determinazione a salvare Saga nonostante il rimorso per aver causato l'incidente. In seguito duella con Itou, che si lascia uccidere per rispetto agli ideali di Kiichi. Dopo che Yugiri viene giustiziata privatamente per la morte di Itou, Kiichi raggiunge Nagasaki e alla fine riesce a fare appello per l'indipendenza di Saga. Nel presente, la non-morta Yugiri fa visita al vecchio immortale, che è diventato il barista del Bar New Jofuku, e i due riflettono sulla nuova Saga che Kiichi ha contribuito a creare. |                |         |
| 10 | Come fanno degli zombie a vendicarsi, SAGA 「ゾンビたちはどう復讐するのか SAGA」 - Zonbi-tachi wa dō fukushū suru no ka SAGA | 10 giugno 2021 |         |
| 10 | Tre settimane dopo il concerto all'Arpino nel 2019, Kotaro annuncia i suoi piani per il concerto allo stadio Ekimae Fudōsan, che si conclude con un fallimento a causa della sua cattiva gestione. Rimaste in debito, la fiducia delle ragazze si ristabilisce quando Tae riesce a comprare del cibo con i risparmi di Kotaro usando un trucco mal applicato sul volto, ispirandole a impegnarsi per un concerto di "vendetta". Nel 2020, Kotaro organizza il concerto allo stadio nel giorno dell'anniversario di quello precedente, prendendo precauzioni per evitare che il disastro si ripeta. Okoba affronta Kotaro con le prove del segreto delle ragazze, minacciando di rendere pubblico il suo sfruttamento dei morti. Quella sera Kotaro parla con il barista, e viene rivelato che Kotaro ha resuscitato le ragazze per preservare la memoria di Saga all'indomani di un cataclisma profetizzato. Il cataclisma ha inizio nel momento in cui Okoba tenta di pubblicare il suo reportage: Saga subisce un improvviso blackout in tutta la prefettura a causa di un forte temporale che fa scivolare la villa delle ragazze verso il mare. |                |         |
| 11 | Basta che ci sia anche solo tu SAGA 「たとえば君がいるだけで SAGA」 - Tatoeba kimi ga iru dake de SAGA | 17 giugno 2021 |         |
| 11 | La vilal delle Franchouchou va alla deriva fino alla riva di Hamasaki prima di crollare, distruggendo le loro scorte e i loro trucchi. Le ragazze vengono trovate da una collega del lavoro part-time di Ai, che le porta in un rifugio di fortuna per coloro che hanno perso la casa e l'elettricità durante la tempesta. Vengono trovate da Okoba, che le osserva di nascosto mentre si esibiscono per i bambini del posto, rendendosi lentamente conto che le ragazze agiscono di loro spontanea volontà. Dopo alcuni giorni, l'ultimo trucco delle ragazze si consuma e non riescono a camuffarsi quando creano maschere d'argilla che si frantumano davanti al pubblico. Tuttavia, i bambini non credono che siano davvero zombie e le accettano comunque, commuovendo le ragazze e permettendo a Okoba di comprendere il coraggio delle Franchouchou di esibirsi con il rischio costante di esporsi. Nel frattempo, Kotaro e il barista vengono salvati dal bar allagato; mentre il barista viene ricoverato in ospedale, Kotaro si riunisce alle ragazze e riapplica loro il trucco, dicendo loro che il concerto di vendetta è ancora in programma per ripristinare il morale di Saga. In seguito, Sakura ringrazia Kotaro per averla aiutata a realizzare il suo sogno e Kotaro promette di continuare a sostenere le Franchouchou finché non diventeranno famose in tutto il mondo. |                |         |
| 12 | La migliore nella storia SAGA 「史上最大の SAGA」 - Shijō saidai no SAGA | 24 giugno 2021 |         |
| 12 | Con l'aiuto di Okoba, Kotaro convince il governatore di Saga a concentrare gli sforzi di riparazione intorno a Tosu per consentire gli spostamenti pubblici verso lo stadio Ekimae Fudōsan, sostenendo che il concerto di beneficenza delle Franchouchou contribuirà a unificare Saga. Nel frattempo, Saki riunisce le Franchouchou per promuovere il concerto nel suo programma radiofonico, incoraggiando chiunque lo senta a partecipare. Il giorno del concerto, le Franchouchou arriva a piedi allo stadio e lo trova completamente vuoto, fino a quando le persone provenienti da tutto il Giappone iniziano a riempirlo, dato che la trasmissione delle ragazze ha guadagnato l'attenzione internazionale. Il concerto diventa un successo fenomenale, con le riparazioni di Saga che proseguono; prima del loro bis, Kotaro si congratula in lacrime con le ragazze ricordando loro che Saga deve ancora essere salvata, nascondendo le macchie di sangue che tossisce nel bel mezzo del pianto. In una scena dopo i titoli di cosa, un disco volante appare e cancella il paesaggio circostante. |                |         |

## Altri media
Un adattamento manga di Megumu Soramichi è stato serializzato dall'8 ottobre 2018 al 1º giugno 2021 sul sito Cycomi di Cygames. I capitoli sono stati raccolti in 3 volumi tankōbon pubblicati dal 22 febbraio 2019 al 30 giugno 2021. Un'antologia di manga con capitoli di vari disegnatori è stata pubblicata il 7 aprile 2021. Una serie manga spin-off, Zombie Land Saga Gaiden: The First Zombie, incentrata sul passato di Tae Yamada, disegnata dalla character designer dell'anime Kasumi Fukagawa, è stata serializzata dal 19 maggio 2021 al 17 novembre 2022 sulla rivista manga seinen Ultra Jump edita da Shūeisha. I capitoli sono stati raccolti in 3 volumi tankōbon pubblicati dal 17 dicembre 2021 al 19 dicembre 2022.
Uno spettacolo teatrale basato sull'anime, Zombie Land Saga Stage de Do-n!, doveva andare in scena dall'11 al 14 marzo 2020, ma è stato inizialmente cancellato a causa dell'aggravarsi della pandemia COVID-19 in Giappone, per poi essere proposto il 5 e il 6 settembre dello stesso anno. Lo spettacolo ha adattato i primi sette episodi della serie anime.
Nel giugno 2021, il videogioco ritmico per dispositivi mobili BanG Dream! Girls Band Party! ha tenuto un evento in collaborazione con Zombie Land Saga. La collaborazione comprendeva una storia speciale e carte a tema per la band del gioco Pastel＊Palettes, che ha anche eseguito una versione cover di Adabana Necromancy, sigla iniziale della prima stagione dell'anime. Il gruppo Poppin'Party ha cantato una cover di Taiga yo tomo ni naite kure, sigla d'apertura della seconda stagione. Kotaro fa un'apparizione nell'evento, per il quale il suo doppiatore Mamoru Miyano riprende il suo ruolo.
Il 28 dicembre 2022, su TV Q di Kyūshū è andato in onda un programma speciale con l'animatore Roland che ha visitato le località e i luoghi speciali presenti nell'anime, insieme alla narrazione della doppiatrice della protagonista Sakura, Kaede Hondo.

## Accoglienza

### Critica

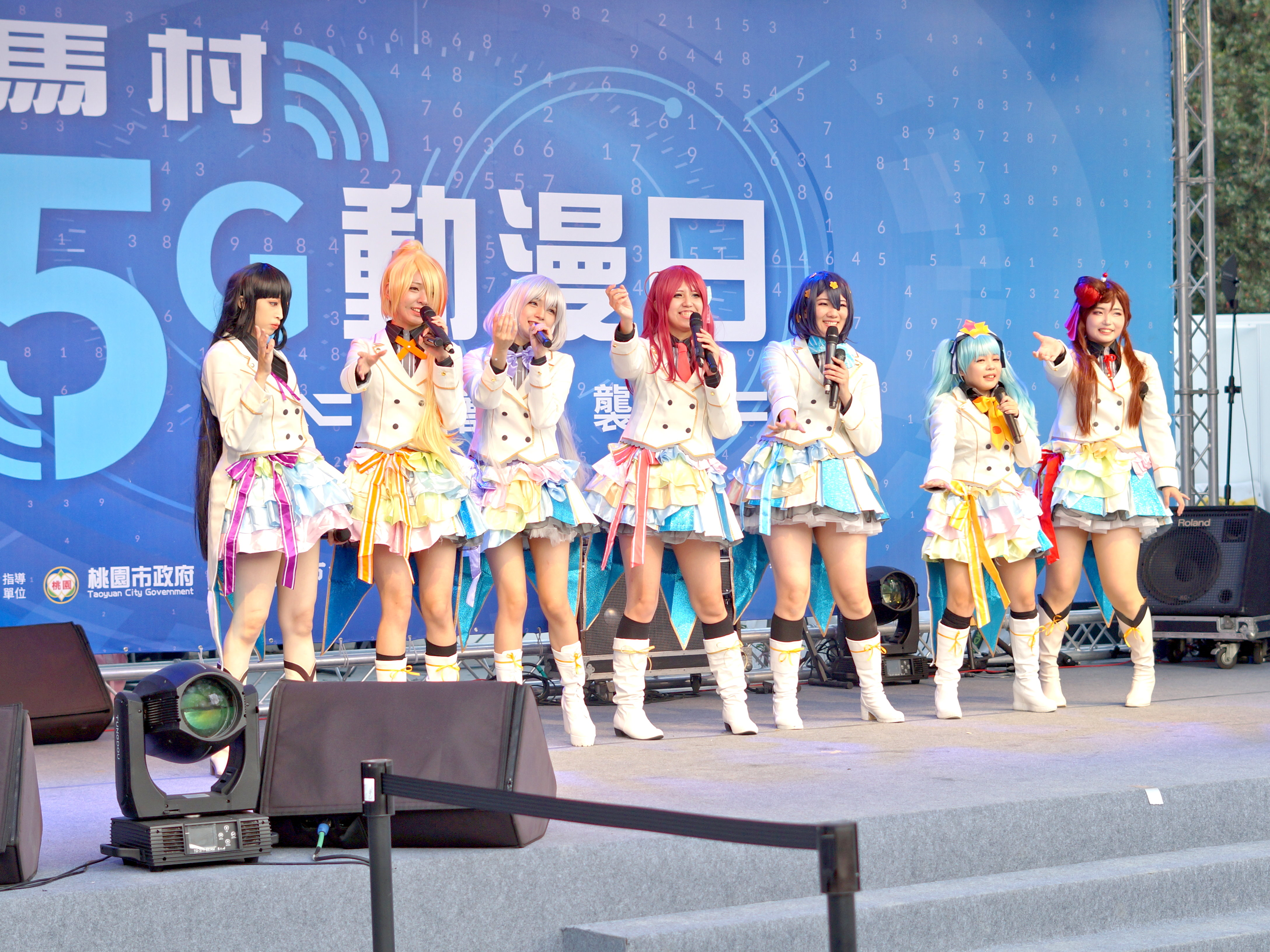
Cosplayer di Tae, Saki, Junko, Sakura, Ai, Lily e Yugiri nel 2021.

Nelle anteprime di Anime News Network sulla stagione anime dell'autunno 2018, il primo episodio di Zombie Land Saga ha ricevuto risposte complessivamente positive, con la maggior parte dei critici che ha lodato la premessa e il tono da commedia nera. James Beckett ha espresso di aver apprezzato la varietà del cast principale e ha trovato poco da criticare. Theron Martin, Paul Jensen e Nick Creamer hanno tutti espresso apprezzamenti altrettanto entusiasti, con lodi generalmente condivise per l'intelligenza della sua fusione di genere tra idol e commedia horror. Jensen ha descritto i primi momenti dell'episodio come un po' confusi dal punto di vista del tono, ma ha sottolineato che il resto dell'episodio è eccellente e ha definito eccezionali i dialoghi e la caratterizzazione di Sakura e Kotaro. Tutti i recensori hanno assegnato un punteggio di 4 stelle su 5, con l'eccezione di Rebecca Silverman, che ha dato al primo episodio 3,5 stelle su 5 e l'ha definito "fuori luogo e molto morboso", oltre a criticare la serie per l'uso eccessivo di performance vocali ad alto volume e luci lampeggianti, che secondo lei potrebbero potenzialmente turbare alcuni spettatori. Nonostante queste critiche, Silverman ha affermato che Zombie Land Saga "vale la pena di essere visto" per l'originalità delle sue premesse. Vrai Kaiser di Anime Feminist ha elogiato in generale la serie, affermando che, pur non facendo alcun commento sociale "mirato" sugli aspetti negativi dell'industria delle idol giapponesi, è stata piacevole per la sua premessa non convenzionale e la narrazione sincera. Kaiser ha anche criticato il personaggio di Kotaro, che, secondo lui, "si spezza al più leggero esame" a causa dello scollamento tra gli aspetti "stronzo" e "zio benintenzionato ed estremamente extra" del suo personaggio, anche se ha apprezzato l'interpretazione di Mamoru Miyano.
Un redattore di AnimeClick.it ha considerato la serie come un'inaspettata sorpresa tra gli anime usciti nel 2018. Grazie alle sue premesse semplici e bizzarre, Zombie Land Saga è riuscito a mostrare le sue qualità senza strafare e rispettando gli obiettivi preposti. Inoltre poteva essere godibile sia dagli amanti del genere idol che da chi non lo apprezzava particolarmente, risultando gradevole tramite i suoi altri punti di forza, come l'umorismo irriverente e l'attenzione riposta nello sviluppo dei personaggi. Secondo il redattore il franchise non sembrava aver raggiunto la piena maturità, ma Cygames e Avex Pictures avevano tra le mani un ottimo punto di partenza dal quale realizzare qualcosa di ben più ambizioso. Un altro redattore dello stesso sito ha recensito la seconda stagione, trovandola al limite della perfezione e un anime esente da difetti grossolani, andando a migliorare tutti gli aspetti della prima stagione e approfondendo le tematiche della storia e dei suoi personaggi.
Il personaggio di Lily Hoshikawa ha ricevuto notevoli apprezzamenti dalla critica e dal pubblico come esempio positivo di rappresentazione transgender.
Zombie Land Saga ha vinto il premio 2019 Tokyo Anime Awards Festival come Animazione dell'anno.

### Impatto culturale
Durante una sessione del maggio 2019 della commissione parlamentare congiunta sui diritti umani del Regno Unito, in cui i dirigenti di Facebook e Twitter sono stati interrogati sulle loro politiche in materia di abusi e molestie, la deputata del Partito Nazionale Scozzese Joanna Cherry ha mostrato fisicamente una copia stampata di un meme, che recitava "Shut the fuck up, TERF" (Chiudi quella cazzo di bocca, TERF), in cui compariva Lily Hoshikawa.
Il 12 agosto 2019, lo speciale Natsu no Saga, un documentario sull'anime, ha visto il governatore di Saga Yoshinori Yamaguchi in cosplay nei panni del personaggio Kotaro Tatsumi.
Gadget Tsūshin ha elencato la parola "nice bird" (riferendosi al quinto episodio della prima stagione) e "Masao" (nome di nascita di Lily) nella loro lista di parole d'ordine anime del 2019.
Nel maggio 2021, Zombi Land Saga è stato uno dei cinque titoli di anime (insieme a KonoSuba, That Time I Got Reincarnated as a Slime, Princess Lover! e Nekopara) a cui è stato imposto un divieto limitato dal governo russo per la loro rappresentazione della reincarnazione, che secondo i legislatori incoraggia il suicidio.